# Wei Yi
Wei Yi (en chino, 韦奕; pinyin, Wéi Yì; 2 de junio de 1999) es un Gran Maestro Internacional de ajedrez chino.
El 1 de marzo de 2013 obtuvo el título de Gran Maestro (GM) en el abierto de Reikiavik a la edad de 13 años, 8 meses y 23 días. El noveno más joven de la historia.Es el jugador más joven en alcanzar un rating de 2700, logrando esta hazaña a los 15 años.Wei representa al club Jiangsu Taizhou en la liga china de ajedrezy es tres veces campeón de ajedrez chino, así como campeón de ajedrez asiático en 2018. Ganó el Tata Steel Masters en 2024.

## Trayectoria
En 2007 compitió en el Campeonato de China de ajedrez B, a la edad de 8 años, consiguiendo empatar contra el GM Zhou Jianchao.
En 2009, Wei Yi ganó la sección sub-11 del V Campeonato Mundial Escolar de Ajedrez, celebrado en Tesalónica (Grecia).
En 2010, ganó la prueba para menores de 12 años en el Campeonato Asiático Juvenil de Ajedrez y, a continuación, se impuso en la misma división en el Campeonato Mundial Juvenil de Ajedrez.
En agosto de 2012 ganó su primera norma de GM en el Campeonato mundial juvenil de ajedrez, celebrado en Atenas, donde obtuvo una victoria sobre Richárd Rapport y un empate con el ganador del título, Alexander Ipatov. Esta competición está abierta a participantes menores de 20 años a fecha de 1 de enero. Wei tenía entonces sólo 12 años.
En octubre, consigue su segunda norma de GM en el Abierto de Indonesia, con victorias sobre Michal Krasenkow y Sergey Fedorchuk.
En febrero de 2013, aseguró su norma final en el abierto de Reikiavik con un marcador de 7,5/10, incluyendo una victoria sobre Maxime Vachier-Lagrave y terminando sexto.
En agosto, debutó en la Copa del Mundo de Ajedrez, celebrada en Tromso. Derrota a Yan Nepómniashchi en la primera ronda y a Alexei Shirov en la segunda, pero es eliminado por Shakhriyar Mamedyarov en la tercera ronda.
En la lista FIDE de noviembre de 2013, Wei se convierte en el jugador más joven en alcanzar una puntuación superior a 2500 puntos ELO, con una edad de 14 años, 4 meses y 30 días.
En junio de 2014, Wei ganó el XXVII torneo rápido Magistral de León al derrotar en la final a Francisco Vallejo Pons.En agosto de 2014, jugó en el tablero reserva de China en la 41.ª Olimpiada de Ajedrez en Tromso. Su puntuación fue de 4,5/5 ayudando al equipo chino a conseguir la medalla de oro.En octubre quedó segundo en el Campeonato Mundial Junior de Pune (India), por detrás de Lu Shanglei.
En enero de 2015, ganó el Grupo Challenger del Torneo de Ajedrez Tata Steel con una puntuación de 10½/13 (+8-0=5) y una puntuación de 2804, por delante de David Navara y sin ninguna derrota. Con ello, se clasificó para la sección de Maestros en 2016. En febrero de 2015, compitió en el torneo de Maestros de Gibraltar y terminó entre los puestos 3 y 11. En abril, Wei participó en el Campeonato Mundial de Ajedrez por Equipos, que ganó el equipo chino. Wei obtuvo una puntuación de 7/9 (+5=4-0) y ganó la medalla de oro en el tablero 4. En mayo, Wei ganó el Campeonato de China, imponiéndose a Ding Liren, Wang Hao y Yu Yangyi y convirtiéndose en el campeón chino más joven de la historia. En junio, ganó su segundo torneo rápido Magistral de León consecutivo, derrotando a Maxime Vachier-Lagrave en la final. En la Copa del Mundo de Ajedrez de 2015, Wei eliminó secuencialmente a Saleh Salem, Yuri Vovk, Alexander Areshchenko y a su compatriota Ding Liren para pasar a cuartos de final, convirtiéndose en el jugador más joven de la historia de la Copa del Mundo de Ajedrez en lograrlo. Después perdió contra Peter Svidler en la segunda serie de desempate rápido (10'+10") y, por tanto, quedó eliminado de la competición.
En la edición inaugural del China Chess King Match, celebrado en Taizhou, Zhejiang y en el que participaron la mayoría de los mejores jugadores chinos, Wei Yi eliminó secuencialmente a Zhao Jun, Yu Yangyi y Bu Xiangzhi para ganar el evento. El formato de este evento fue idéntico al de la Copa Mundial de Ajedrez.
En enero de 2016, Wei Yi jugó en la sección de Maestros del Tata Steel Chess Tournament, para la que se clasificó al ganar la sección de Challengers en 2015. Terminó séptimo de catorce participantes con una puntuación de 6½/13. En abril, Wei Yi ganó el Campeonato de Ajedrez de China por segunda vez en su carrera, con una puntuación de 7,5/11 (+4 =5 -0). En julio, Wei jugó en la final del Masters de Ajedrez de Bilbao, en la que participaron cinco jugadores del top 10 mundial: Wesley So, Hikaru Nakamura, Anish Giri, el aspirante al título mundial Sergey Karjakin y el campeón mundial Magnus Carlsen. Wei ganó contra Giri jugando con blancas, perdió contra Carlsen, a la postre ganador, jugando con negras y empató todas las demás partidas, terminando con una puntuación de +1 =8 -1 para hacerse con el tercer puesto.
En enero de 2017, Wei Yi volvió a participar en el tradicional Torneo anual de Tata Steel y terminó quinta. En mayo, Wei Yi se proclamó campeona de China por tercera vez consecutiva con una puntuación de 8½/11 (+6 =5 -0). En julio, ganó su primer supertorneo en la 8ª edición del Super-GM de Danzhou por delante de jugadores de la talla de Ding Liren, Vassily Ivanchuk y Yu Yangyi con 6½/9, un punto de ventaja sobre el resto.
En diciembre de 2018, Wei Yi ganó el Campeonato Continental Asiático en Makati, Filipinas. Consiguió 6½/9 puntos y se llevó el título en el desempate frente a Amin Tabatabaei y Lê Quang Liêm. Gracias a este logro, Wei también se clasificó para la Copa del Mundo de la FIDE de 2019.
En diciembre de 2019, Wei Yi alcanzó la final de la cuarta fase del prestigioso Torneo Gran Premio de la FIDE 2019 (tras superar a David Navara en semifinales por desempate), perdiendo ante Ian Nepomniachtchi. Quedó en sexto lugar en la general del torneo.
En 2022, Wei Yi fue subcampeón del torneo FTX Road to Miami, perdiendo contra Levon Aronian en la final.
En septiembre de 2023, Wei Yi ganó la medalla de oro en la prueba rápida individual masculina de los Juegos Asiáticos de 2022, con una puntuación de 7,5/9.
En enero de 2024, Wei Yi ganó el Torneo de Ajedrez Tata Steel 2024 tras derrotar a Nodirbek Abdusattorov y Gukesh D en los desempates. Con este resultado, alcanzó su mejor puntuación personal de 2755, ocupando el noveno puesto en el ranking mundial. En mayo, Wei Yi quedó segundo en la general del torneo Superbet 2024 de Rápidas y Blitz de Polonia, con una puntuación de 25,5 puntos. Quedó primero en la sección de Rápidas del torneo.